# لويس ماريا أغيلار موراليس
لويس ماريا أغيلار موراليس (بالإسبانية: Luis María Aguilar)‏ هو محامي وقاضي مكسيكي، ولد في 4 نوفمبر 1949 في مدينة مكسيكو في المكسيك.